# Dašice
Dašice é uma cidade checa localizada na região de Pardubice, distrito de Pardubice.